# William Lamb
William Lamb, 2. vikomt Melbourne (15. března 1779, Londýn – 24. listopadu 1848, Brocket Hall, Hertfordshire) byl britský státník, člen strany Whigů, ministr vnitra, premiér a rádce královny Viktorie. Město Melbourne v Austrálii je pojmenováno na jeho počest.

## Životopis
Narodil se v londýnské aristokratické rodině Penistona a Elisabeth Lambových, spojené se stranou Whigů. Studoval na Eton College a Trinity College v Cambridge, kde absolvoval roku 1799 s titulem Mistra umění, a nakonec na univerzitě v Glasgow  (1799–1801), kde byl žákem profesora filozofie Johna Millara, stejně jako jeho mladší bratr Frederick. Během napoleonských válek sloužil v armádě, jako kapitán (1803) a major (1804) v hertfordshirské jednotce dobrovolníků. 
Připojil se ke skupině romantických radikálů, jejímiž členy byli i Percy Bysshe Shelley a George Gordon Byron. Roku 1805 se stal následníkem po svém otci a oženil se s anglo-irskou aristokratkou Carolinou Ponsonbyovou (1785 – 25.1.1828) . Následující rok byl zvolen poslancem Dolní sněmovny za volební obvod Leominster. 
V roce 1806 jeho manželka porodila mrtvé dítě, v roce 1807 mentálně postiženého syna Georga Augusta a v roce 1809 dceru, která zemřela den po porodu.
První skandální zmínka o manželství Williama Lamba pronikla na veřejnost v roce 1812. Jeho žena navázala milostný poměr s Georgem Gordonem Byronem, který zdůvodňovala jako inspiraci ke své vlastní literární tvorbě, napsala gotický román. Tento skandál se William Lamb pokusil ukončit tak, že manželku odeslal k příbuzným do Irska. Brzy na to se  manželé rozešli.
I když byl William Lamb členem strany Whigů, přijal pozici správce Irska v toryovských vládách George Canninga a Fredericka Johna Robinsona. Po smrti svého otce roku 1828 po něm zdědil titul vikomta Melbourne a stal se členem Sněmovny lordů. Když v listopadu 1830 vznikla vláda Whigů, vedená Charlesem Greyem, stal se v ní ministrem vnitra. Prvním počinem bylo prosazení tvrdých trestů pro vzbouřené dělníky, kteří na protest proti mechanizaci výroby, která je zbavovala manuální práce, ničili mlátičky a podobné zemědělské stroje. Výsledkem byly tresty smrti, deportace a uvěznění.
Po vzpouře v jižním Walesu roku 1831 se jím vedená vláda rozhodla pro exemplární potrestání a popravu alespoň jednoho vzbouřence. Mladý horník Dic Penderyn byl obviněn z napadení vojáka. Obyvatelé města Merthyr Tydfil byli přesvědčeni o jeho nevině a asi 11 000 lidí podepsalo petici za jeho osvobození. Vláda tuto petici odmítla a Penderyn byl odsouzen k trestu smrti. Roku 1874 bylo odhaleno, že vojáka napadl jiný muž, který utekl do Ameriky.
Hlavním rysem jeho politiky byl kompromis. Byl odpůrcem radikálních reforem, navrhovaných Whigy, ale nakonec je akceptoval jako nutné zlo pro snížení rizika revoluce. Protože byl méně radikální než někteří jiní Whigové, stal se po Greyově rezignaci v červenci 1834 premiérem.
Odpor Viléma IV. k radikálním reformám vedl k jeho odvolání v listopadu téhož roku. Možnost sestavit vládu dostal Toryovec Robert Peel. Neúspěch Toryů ve všeobecných volbách roku 1835 vedl k pádu Peelovy vlády a on se v dubnu znovu stal premiérem.
Byl premiérem i v době nástupu královny Viktorie v červnu 1837. Královna byla v době nástupu na trůn dívka, a tak jí nejen radil, jak postupovat v politických záležitostech, ale provizorně zpočátku zastával i funkci jejího osobního sekretáře. Z těchto důvodů dokonce dostal k dispozici soukromý pokoj na Windsorském hradu.
V květnu 1839 vypukla politická krize a on chtěl odstoupit z funkce premiéra, což mu Viktorie z obavy před toryovským premiérem nechtěla dovolit. Nicméně pověřila sestavením vlády Roberta Peela, který to ale z obavy před tím, že by nebyl schopen zajistit vládě většinu v dolní komoře parlamentu, odmítl. Poté jej přemluvili, aby funkci premiéra vykonával i nadále.
I po jeho rezignaci v srpnu 1841 mu královna Viktorie nadále posílala dopisy. Jeho vliv na Viktorii se po její svatbě s princem Albertem postupně snižoval.
Stal se autorem mnoha reforem, i když jejich rozsah nebyl tak velký jako reforem Greyových. Jeho hlavní zásluhou bylo snížení počtu zločinů, za něž hrozil trest smrti a reforma místní samosprávy. Nicméně reforma zákonů pro chudé (Poor laws) byla spíše konzervativní a restriktivní.